# Auslander–Buchsbaums formel
Inom kommutativ algebra, en del av matematiken, är Auslander–Buchsbaums formel, introducerad av Auslander och  Buchsbaum (1957, theorem 3.7),  ett resultat som säger att om R är en kommutativ Noethersk lokal ring och M en nollskild ändligtgenererad R-modul av ändlig projektiv dimension, då är
{\displaystyle \mathrm {pd} _{R}(M)+\mathrm {depth} (M)=\mathrm {djup} (R).}
Här betyder pd projektiva dimensionen av modulen och djup djupet av modulen.

## Användningar
Ur Auslander–Buchsbaums formel följer att en Noethersk lokal ring är regelbunden om och bara om den har ändlig global dimension. Detta igen implicerar att lokaliseringen av en regelbunden ring är regelbunden.
Om A är en lokal ändligtgenererad R-algebra (över en regelbunden lokal ring R) följer det ur Auslander–Buchsbaums formel att A är en Cohen–Macaulayring om och bara om pdRA = codimRA.